# Leptocorticium tenellum
Leptocorticium tenellum är en svampart som beskrevs av Nakasone 2005. Leptocorticium tenellum ingår i släktet Leptocorticium och familjen Corticiaceae.   Inga underarter finns listade i Catalogue of Life.